# Magdalena Dávalos y Maldonado
Magdalena Dávalos y Maldonado (1725-1806) là một học giả và nhân vật văn học người Ecuador. Bà nổi tiếng về giáo dục, kiến thức hàn lâm và tài năng văn học ở Ecuador đương đại, và là thành viên nữ duy nhất của xã hội văn học nổi tiếng Escuela de la Concordia.